# 1.ª Flota Aérea (Luftwaffe)
La 1.ª Flota Aérea (Luftflotte 1) fue una unidad militar de la Luftwaffe durante la Segunda Guerra Mundial.

## Historia
Formada el 1 de febrero de 1939 desde el 1.er Comando del Grupo de la Fuerza Aérea en Berlín. El 16 de abril de 1945 es redesignado al Comando de la Fuerza Aérea Curlandia; mientras lo fue absorbió partes de la 6.ª División Antiaérea.

## Mandos

### Comandantes
- General Albert Kesselring (1 de febrero de 1939 - 11 de enero de 1940)
- Coronel General Hans-Jürgen Stumpff (12 de enero de 1940 - 10 de mayo de 1940)
- General Wilhelm Wimmer (11 de mayo de 1940 - 19 de agosto de 1940)
- Coronel General Alfred Keller (20 de agosto de 1940 - 12 de junio de 1943)
- Coronel General Günther Korten (12 de junio de 1943 - 23 de agosto de 1943)
- General Kurt Pflugbeil  (24 de agosto de 1943 - 16 de abril de 1945)

### Jefes de Estado Mayor
- Mayor general Wilhelm Speidel (1 de febrero de 1939 - 19 de diciembre de 1939)
- Teniente General Ulrich Kessler (19 de diciembre de 1939 - 25 de abril de 1940)
- Coronel Heinz-Hellmuth von Wühlisch (1 de mayo de 1940 - 9 de mayo de 1940)
- Mayor general Dr. Robert Knauss (9 de mayo de 1940 - 4 de octubre de 1940)
- Mayor general Otto Schöbel (5 de octubre de 1940 - 16 de enero de 1941)
- Mayor general Heinz-Hellmuth von Wühlisch (16 de enero de 1941 - 13 de octubre de 1941)
- Mayor general Herbert Rieckhoff (13 de octubre de 1941 - 23 de febrero de 1943)
- Mayor general Hans Detlef Herhudt von Rohden (23 de febrero de 1943 - 24 de agosto de 1943)
- Mayor general Klaus Siegfried Uebe (25 de agosto de 1943 - 24 de diciembre de 1944)
- Teniente coronel Paul-Werner Hozzel (25 de diciembre de 1944 - 16 de abril de 1945)

## Bases
| 1 de febrero de 1939 - agosto de 1939            | Berlín                                             |
| Agosto de 1939 - octubre de 1939                 | Henningsholm, cerca de Stettin                     |
| Octubre de 1939 - abril de 1941                  | Berlín                                             |
| Mayo de 1941 - julio de 1941                     | Norkitten, cerca Insterburg                        |
| Julio de 1941                                    | Waldlager (Dünaburg)                               |
| Julio de 1941 - 17 de febrero de 1944            | Ostrov (desde febrero de 1942)                     |
| 18 de febrero de 1944 - 27 de septiembre de 1944 | Malpils                                            |
| 27 de septiembre de 1944 - 3 de octubre de 1944  | Riga-Spilve                                        |
| 3 de octubre de 1944 - noviembre de 1944         | Kazdanka (también desde el 4 de marzo de 1945)     |
| Noviembre de 1944 - febrero de 1945              | Zara                                               |
| Febrero de 1945 - 16 de abril de 1945            | Haserpoth (Curlandia) desde el 1 de marzo de 1945) |

## Orden de Batalla

### Controladas las siguientes unidades durante la guerra
- Escuadrilla de Enlace/1° Flota Aérea (He 111)
- División Aérea – (1 de febrero de 1939 – 22 de septiembre de 1939)
- División Aérea – (febrero de 1939 – agosto de 1939)
- División Aérea – (febrero de 1943 – octubre de 1944)
- División de Instrucción de la Fuerza Aérea – (agosto de 1939 – 4 de octubre de 1939)
- Cuerpo Aéreo – (mayo de 1941 – 19 de julio de 1942)
- VIII Cuerpo Aéreo – (julio de 1941 – 28 de septiembre de 1941)
- 1° Comando de Aviación – (julio de 1942 – febrero de 1943)
- Comando de Aviación Ostee – (1 de abril de 1941 – noviembre de 1941)
- Comando de la Fuerza Aérea Prusia Oriental – (1 de febrero de 1939 – 30 de septiembre de 1939)
- Comando de Sección de Caza Ostland - (diciembre de 1943 – 17 de septiembre de 1944)
- Grupo de Batalla Kulmey – (solamente en junio de 1944)
- I Comando Administrativo Aéreo – (agosto de 1938 – 1 de enero de 1943)
- II Comando Administrativo Aéreo – (30 de septiembre de 1939 – mayo de 1941)
- III Comando Administrativo Aéreo – (octubre de 1937 – 24 de marzo de 1941)
- IV Comando AdministrativoAéreo – (octubre de 1937 – 24 de marzo de 1941)
- VIII Comando Administrativo Aéreo – (1 de febrero de 1939 – 1 de abril de 1939)
- Comando Administrativo Aéreo Petersburg/Riga – (noviembre de 1941 – junio de 1943)
- XXVI Comando Administrativo de Campo de la Fuerza Aérea – (junio de 1943 – agosto de 1944)
- 1.º Comando de Área de Reemplazo z.b.V. – (agosto de 1939 – octubre de 1939 y junio de 1941 – noviembre de 1941)
- 3.º Comando de Área de Reemplazo z.b.V. – (agosto de 1939 – octubre de 1939)
- 10.º Comando de Área de Reemplazo z.b.V. – (junio de 1941 – noviembre de 1941)
- IV Cuerpo Aéreo – (junio de 1944) (formación)
- 2° División Antiaérea – (enero de 1942 – septiembre de 1944)
- 6° División Antiaérea – (abril de 1942 – 16 de abril de 1945)
- 1° Regimiento Aéreo de Comunicaciones
- 11.º Regimiento Aéreo de Comunicaciones
- 21° Regimiento Aéreo de Comunicaciones